# 国道321号
国道321号（こくどう321ごう）は、高知県四万十市から土佐清水市を経由して、宿毛市に至る一般国道である。

## 概要
高知県南西部の海岸沿いに走る四国最南端の国道である。四万十市から伊豆田峠（いつたとうげ）を経て土佐清水市に至る区間は足摺岬へのメインルートの一部であり、早くから改修が進んでいたが、一方で土佐清水市と幡多郡大月町にまたがる叶崎（かなえざき）前後はこの路線きっての難所として知られた。現在では後者の区間も片側1車線幅に整備され、「足摺サニーロード」の愛称を持つ四国地方有数の観光国道となっている。

### 路線データ
一般国道の路線を指定する政令に基づく起終点および重要な経過地は次のとおり。
- 起点：中村市[注釈 2]（国道56号交点）
- 終点：宿毛市（国道56号交点、国道320号起点）
- 重要な経過地：土佐清水市
- 総延長 : 83.9 km[2][注釈 3]
- 重用延長 : なし[2][注釈 3]
- 未供用延長 : なし[2][注釈 3]
- 実延長 : 83.9 km[2][注釈 3]
  - 現道 : 82.1 km[2][注釈 3]
  - 旧道 : 1.8 km[2][注釈 3]
  - 新道 : なし[2][注釈 3]
- 指定区間：なし[3]

## 歴史
- 1970年（昭和45年）4月1日 - 一般国道321号（中村市[注釈 2] - 宿毛市）として指定。

## 路線状況
“南国の陽光を浴びて走る”という路線特性と路線番号の321（サニイ）にちなみ、1987年（昭和62年）に足摺サニーロードの愛称が与えられている。
1994年（平成6年）には伊豆田峠に新トンネルが開通し、その後、旧トンネル双方の坑口は埋められた。旧トンネルへの道路のうち四万十市側は葛篭山への林道と連絡しているため稀に通行車両があるが、土佐清水市側は行き止まりなのでほとんど手入れされておらず廃道と化している。2009年（平成21年）8月2日には以布利地域の以布利バイパス（延長2,160 m）が供用を開始した。

### 愛称
- 足摺サニーロード

足摺岬に近い土佐清水市下ノ加江からあしずり港を経て叶崎付近の幡多郡大月町大字才角まで、太平洋の海岸線に沿った延長33.0 kmの道路の愛称名。1987年（昭和62年）8月10日の道の日に、旧建設省と「道の日」実行委員会により制定された「日本の道100選」にも選ばれた道路のひとつでもある。愛称名は1982年（昭和57年）9月に国道321号が全線改良を終えたのを機に、日本全国からの公募による。冬でも温暖な黒潮の海景色ルートは約23 kmあり、特に竜串海岸から叶崎まで奇岩奇勝が続く。

### 道路施設

#### 橋梁
- 加久見橋（加久見川、土佐清水市）
- 松田川橋（松田川、宿毛市）

#### トンネル
- 伊豆田トンネル：延長1,620 m、1994年（平成6年）竣工、四万十市 - 土佐清水市
- 以布利トンネル：延長504 m、2008年（平成20年）竣工、土佐清水市
- 下川口トンネル：延長179 m、1982年（昭和57年）竣工、土佐清水市
- 片粕トンネル：延長982 m、1984年（昭和59年）竣工、土佐清水市
- 歯朶ノ浦（しだのうら）トンネル：延長649 m、1983年（昭和58年）竣工、土佐清水市
- 貝ノ川トンネル：延長957 m、1986年（昭和61年）竣工、土佐清水市
- 叶崎トンネル：延長154 m、竣工年不明、土佐清水市
- 西叶崎トンネル：延長90 m、1987年（昭和62年）竣工、土佐清水市
- 脇ノ川トンネル：延長708 m、1987年（昭和62年）竣工、土佐清水市
- 姫ノ井第一トンネル：延長180 m、1978年（昭和53年）竣工、幡多郡大月町
- 姫ノ井第二トンネル：延長183 m、1979年（昭和54年）竣工、幡多郡大月町

#### 道の駅
- めじかの里土佐清水（土佐清水市）
- 大月（幡多郡大月町）
- すくも（宿毛市）

## 地理
起点は、四万十市の中心街で「土佐の小京都」ともよばれる中村市街地にある。中村市街地を外れると「日本最後の清流」と称される四万十川があり、さらに南の太平洋の海岸線沿いに道路が走る。土佐清水市大岐に幅800 m、長さ1500 mの白浜が続く大岐海岸は、花崗岩が浸食運搬されてできた海岸として知られ、ウミガメ（アカウミガメ）の産卵地でもある。土佐清水市街地から南に延びる岬である足摺岬は、田宮寅彦の同名小説でも知られ、ツバキの回廊と灯台のある切り立った断崖絶壁の景観が広がるところである。海の駅があるあしずり港から西に竜串があり、海食・風食による奇岩が連なる海中公園や海洋館、竜串貝類展示館海のギャラリーなどの施設がある。竜串から叶崎までの海岸線沿い区間は、絶壁と白波が砕け散る奇岩奇勝が続くところで、雄大な自然を損なうことのないように道路改良も工夫されている。この他にも、南海トラフ地震の対策用の津波避難施設が建設されている。

### 通過する自治体
- 高知県
  - 四万十市 - 土佐清水市 - 幡多郡大月町 - 宿毛市

### 交差する道路
| 交差する道路                  | 市町村名   | 市町村名   | 交差する場所   | 交差する場所 |
| ----------------------------- | ---------- | ---------- | -------------- | ------------ |
| 国道56号                      | 四万十市   | 四万十市   | 不破           | 起点         |
| 国道56号 / 中村宿毛道路       | 四万十市   | 四万十市   | 坂本           | [ 注釈 4 ]   |
| 高知県道46号中村宿毛線        | 四万十市   | 四万十市   | 実崎           |              |
| 高知県道343号間崎布堂ヶ谷線   | 四万十市   | 四万十市   | 間崎           |              |
| 高知県道346号中村下ノ加江線   | 土佐清水市 | 土佐清水市 | 下ノ加江       |              |
| 高知県道343号間崎布堂ヶ谷線   | 土佐清水市 | 土佐清水市 | 下ノ加江       |              |
| 高知県道21号土佐清水宿毛線    | 土佐清水市 | 土佐清水市 | 下ノ加江       |              |
| 高知県道27号足摺岬公園線      | 土佐清水市 | 土佐清水市 | 旭町           |              |
| 高知県道28号宿毛宗呂下川口線  | 土佐清水市 | 土佐清水市 | 下川口         |              |
| 高知県道352号清王新田貝ノ川線 | 土佐清水市 | 土佐清水市 | 貝ノ川         |              |
| 高知県道352号清王新田貝ノ川線 | 幡多郡     | 大月町     | 大字清玉       |              |
| 高知県道352号清王新田貝ノ川線 | 幡多郡     | 大月町     | 大字清玉       |              |
| 高知県道43号柏島二ツ石線      | 幡多郡     | 大月町     | 大字鉾土       |              |
| 高知県道357号安満地福良線     | 宿毛市     | 宿毛市     | 小筑紫町福良   |              |
| 高知県道28号宿毛宗呂下川口線  | 宿毛市     | 宿毛市     | 小筑紫町福良   |              |
| 高知県道46号中村宿毛線        | 宿毛市     | 宿毛市     | 小筑紫町伊与野 |              |
| 高知県354号片島港線           | 宿毛市     | 宿毛市     | 駅前中央2丁目  |              |
| 国道56号 []国道320号[]        | 宿毛市     | 宿毛市     | 宿毛           | 終点         |

### 交差する鉄道
- 土佐くろしお鉄道宿毛線

## ギャラリー

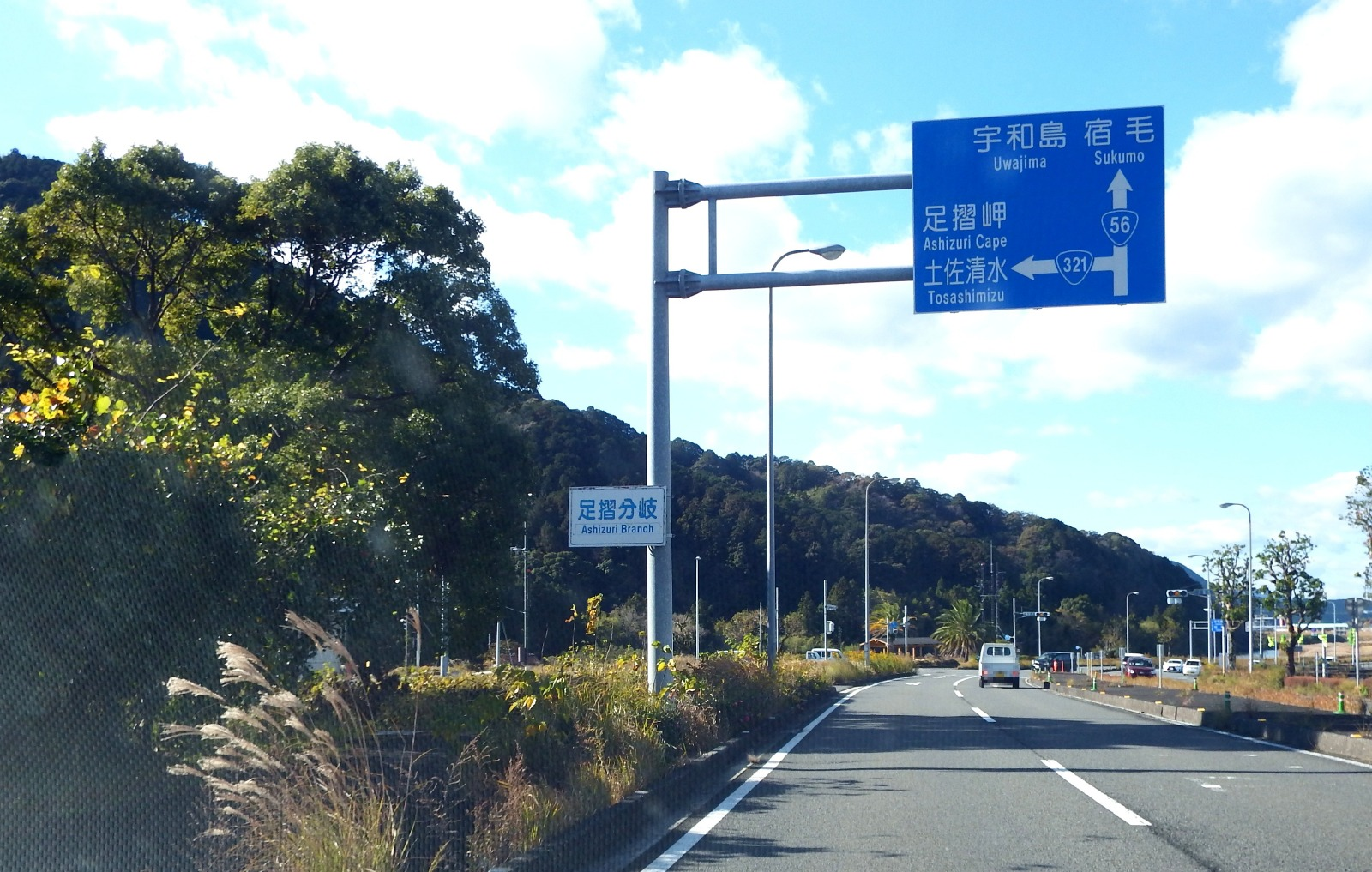
国道56号からの「足摺分岐」表示
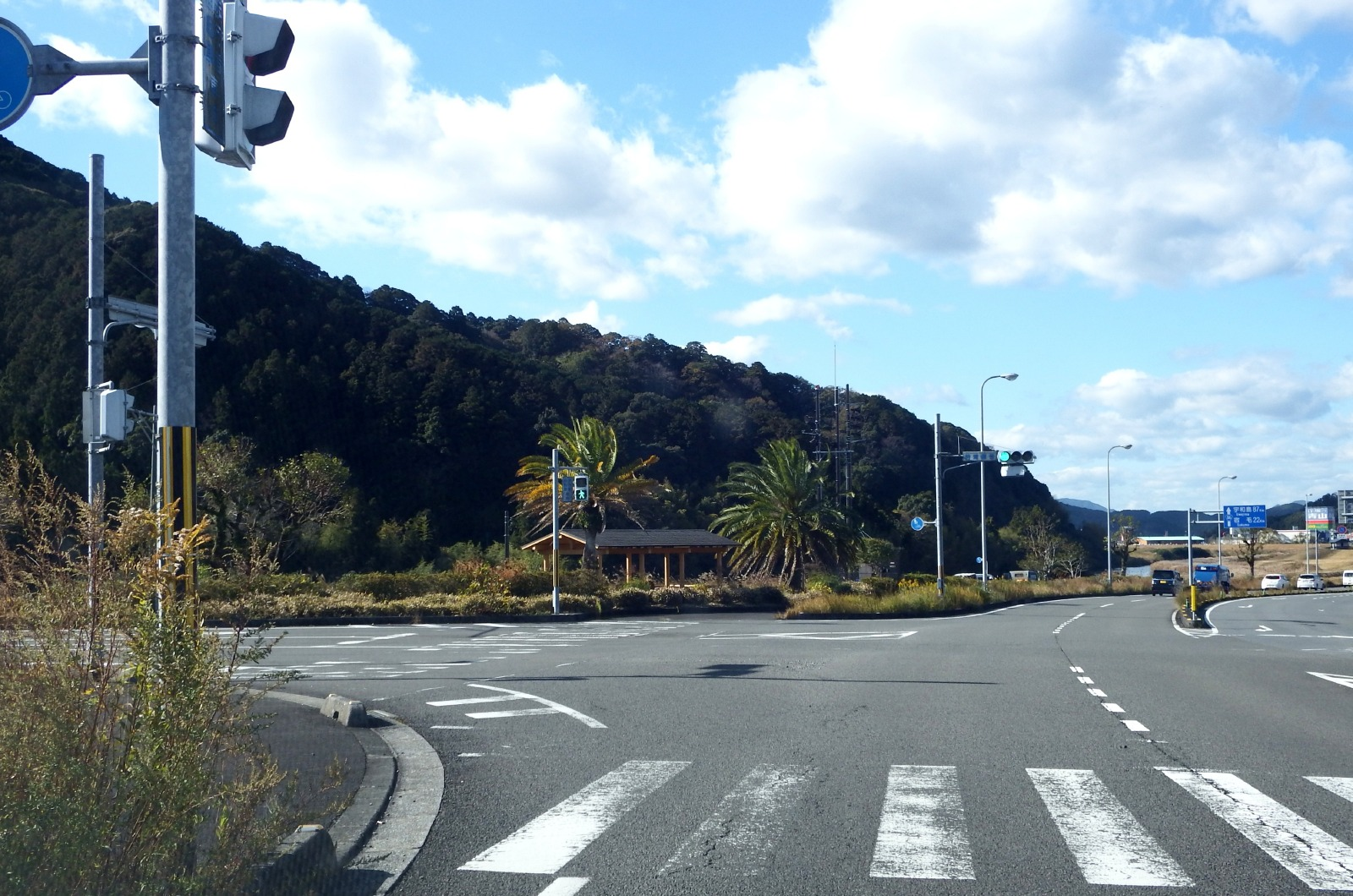
国道56号との交差点
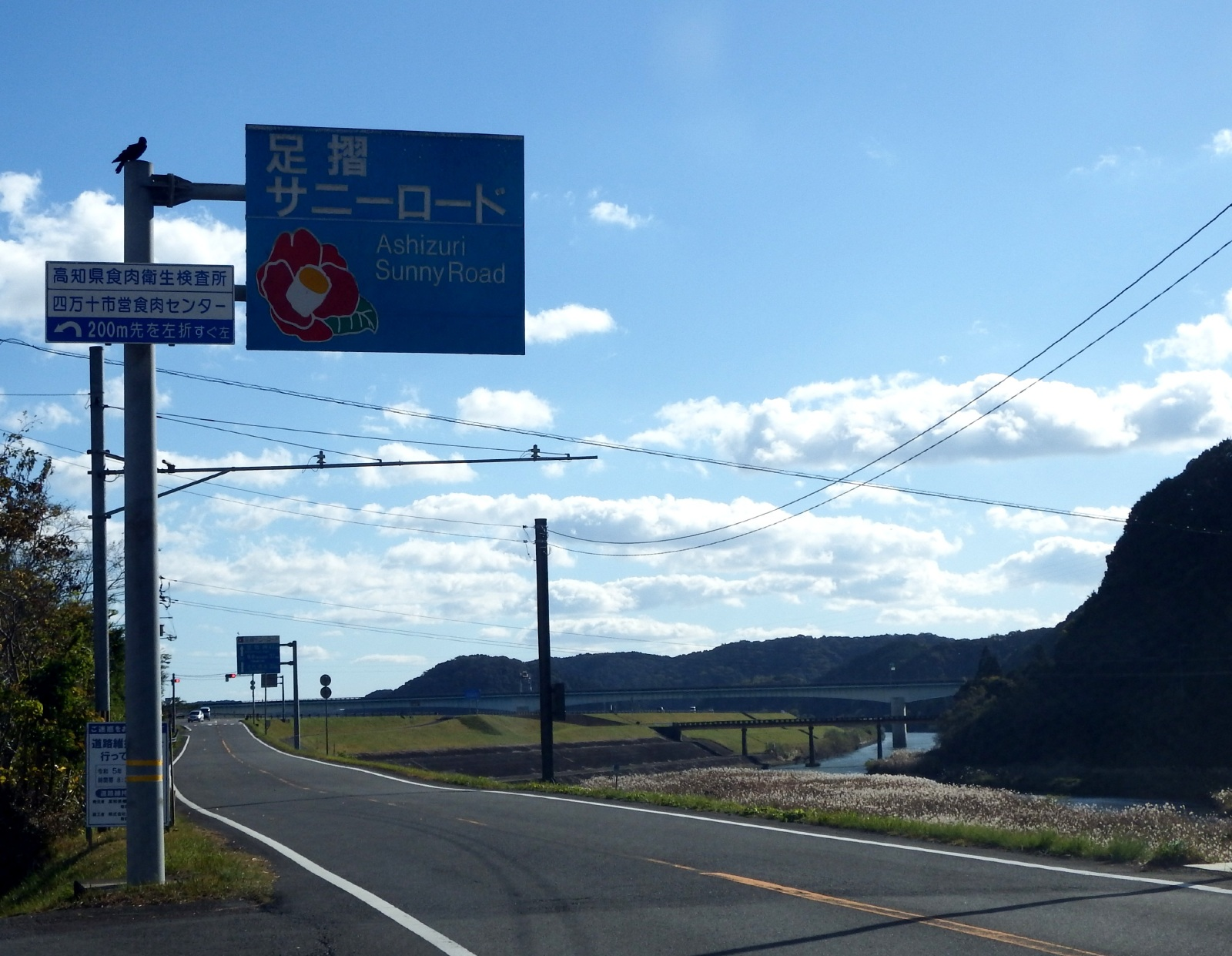
「足摺サニーロード」表示
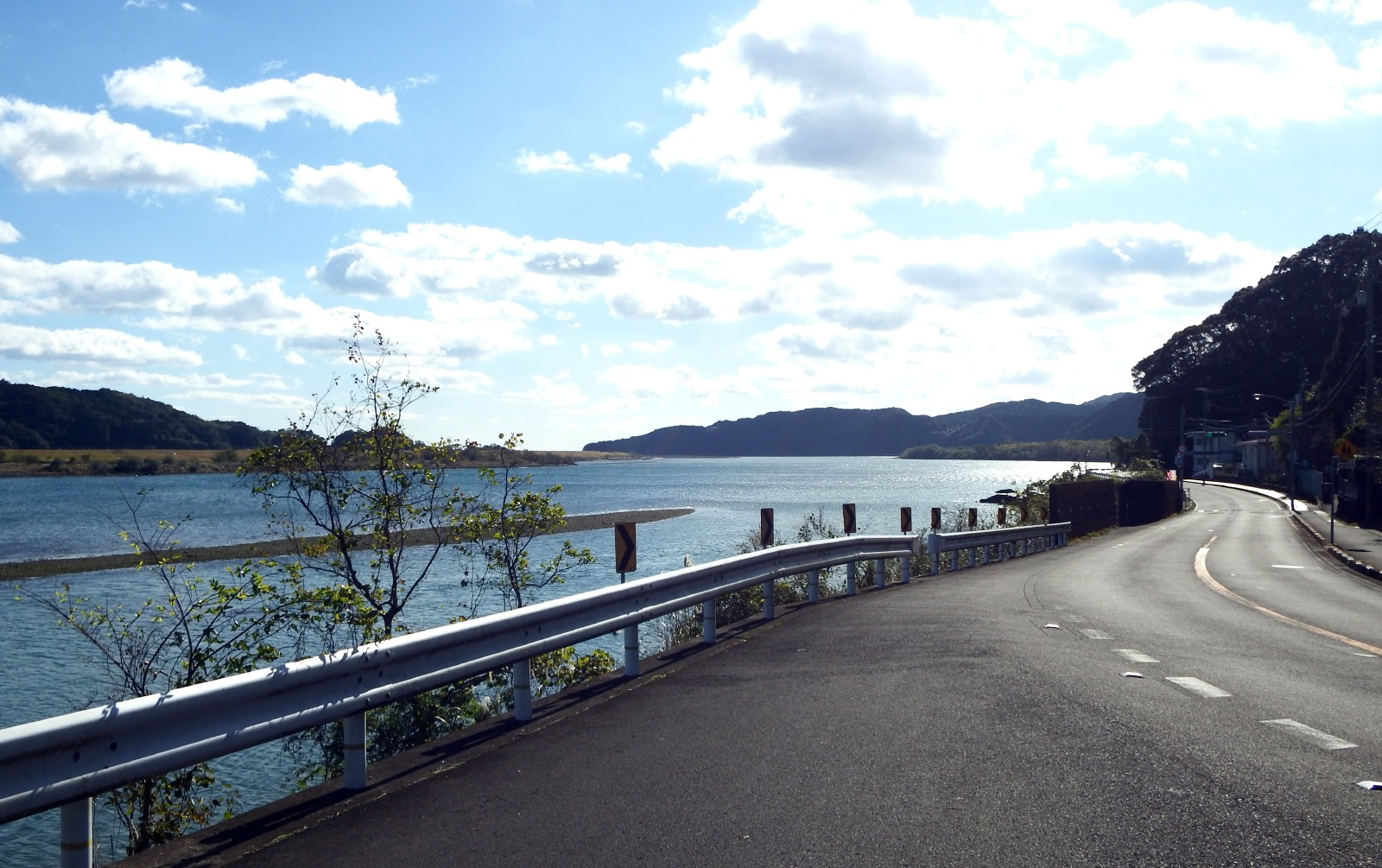
四万十川と並走する
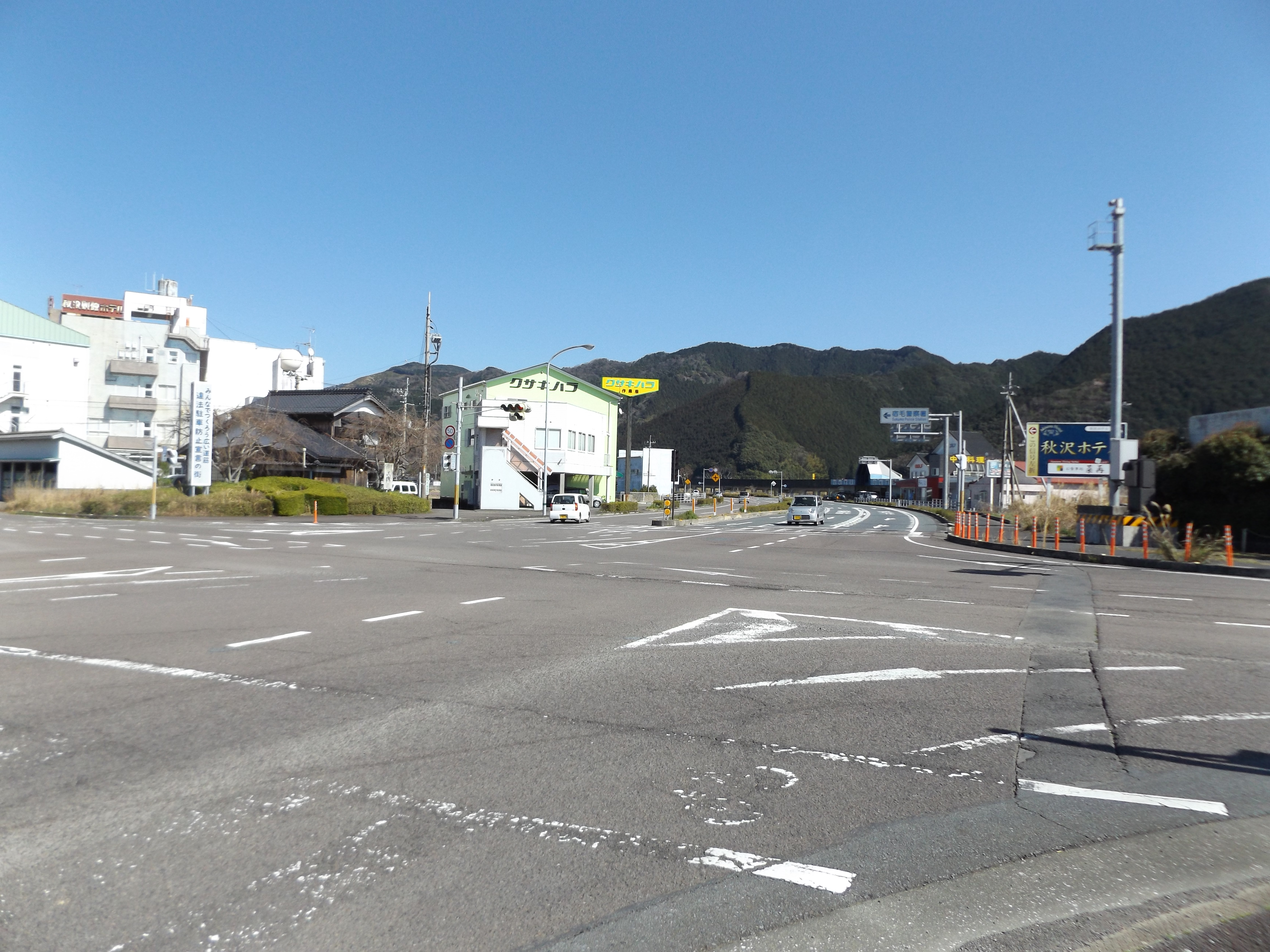
終点である国道56号（国道320号が重複）との宿毛市の交差点
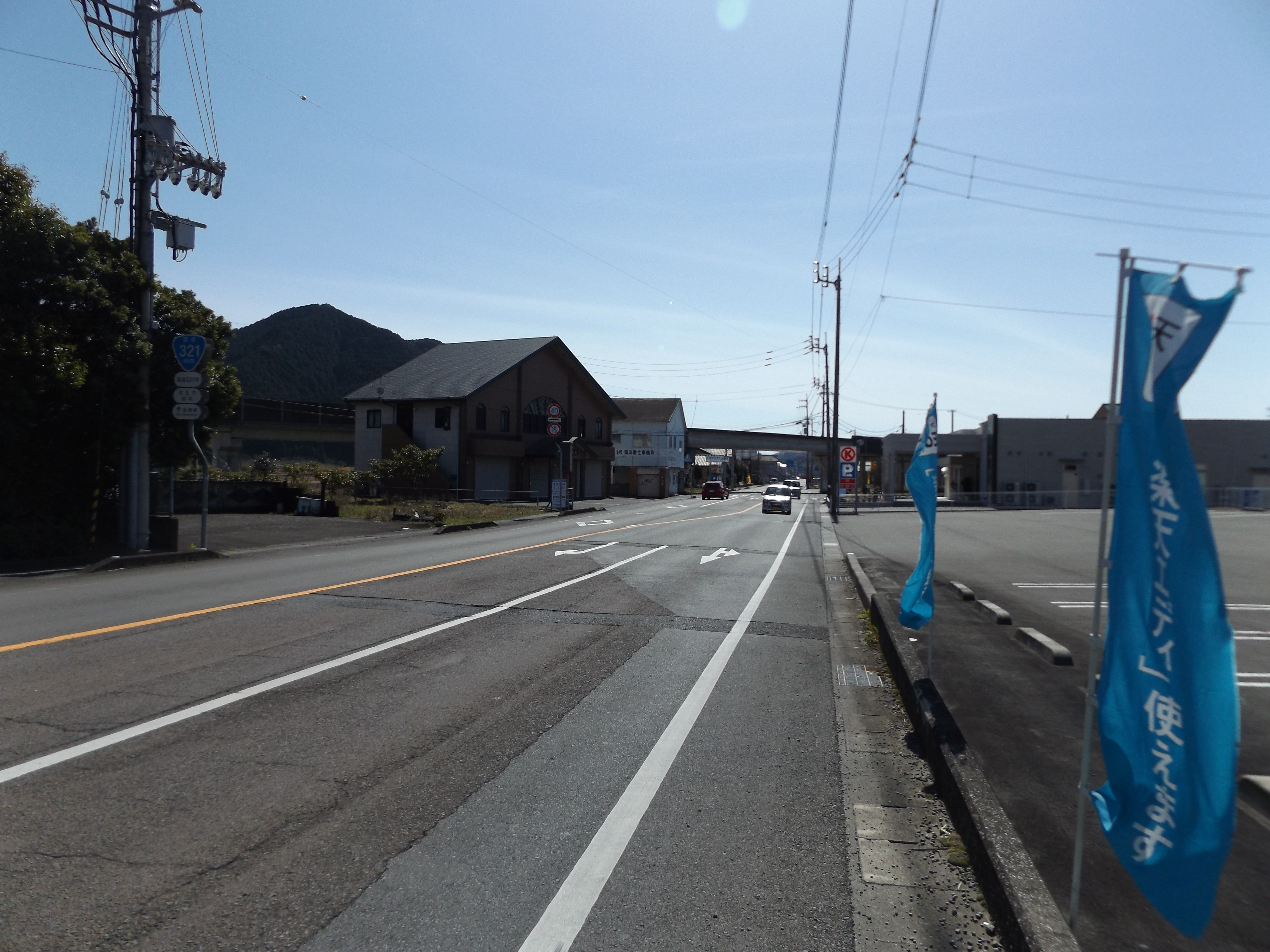
宿毛市を通る。撮影地点より手前にある交差点が終点